# 제3친위 핀란드 소총대대
제3친위 핀란드 소총대대(러시아어: Лейб-гвардии 3-й стрелковый Финский батальон, 핀란드어: Henkikaartin 3. Suomen Tarkk’ampujapataljoona)는 1829년에서 1905년 사이에 존재한 러시아 제국 육군의 친위대대 중 하나이다. 흔히 핀란드 친위대(핀란드어: Suomen kaarti 수오멘 카르티[*])라고도 했다. 헬싱키에 주둔했다. 러시아 제국 친위대에서 유일한 핀란드계 부대였다.
1831년 폴란드 11월 혁명 진압, 1877년 러시아-튀르크 전쟁 당시 발칸 전선, 1849년 헝가리 혁명 개입, 그리고 이후 크림 전쟁 때 서부 국경 수비 임무에 종군했다. 평화 시에는 헬싱키를 수비했으며, 매년 상트페테르부르크 근교 크라스노예셀로에서 러시아군의 훈련에 참여했다.
헬싱키의 자치구 중 하나인 카르팅카우풍키는 이 친위대대의 병영이 소재했던 곳임에서 그 지명이 유래했다. 20세기 초 핀란드의 분리독립 운동이 거세지면서 핀란드 친위대대가 분리주의자들에 가담해 반란을 일으킬 것을 염려한 핀란드 총독 이반 오볼렌스키의 건의에 따라 해산되었다. 현재 핀란드 육군의 친위엽병연대는 핀란드 친위대를 정신적 전신으로 삼고 있다.